# Sidley
Sidley – wieś w Anglii, w hrabstwie East Sussex, w dystrykcie Rother. Leży 84 km na południowy wschód od Londynu. W 2007 miejscowość liczyła 5333 mieszkańców.